# Phường 8, Quận 5
Phường 8 là một phường thuộc Quận 5, Thành phố Hồ Chí Minh, Việt Nam.
Phường 8 có diện tích 0,23 km², dân số năm 2021 là 6.746 người,  mật độ dân số đạt 29.330 người/km².
Phường là nơi đặt trụ sở của Ủy ban Nhân dân và Hội đồng nhân dân Quận 5.